# Ньюелл (Каліфорнія)
Ньюелл (англ. Newell) — переписна місцевість (CDP) в США, в окрузі Модок штату Каліфорнія. Населення — 301 особа (2020).

## Географія
Ньюелл розташований за координатами 41°53′24″ пн. ш. 121°21′36″ зх. д. / 41.89000° пн. ш. 121.36000° зх. д. (41.889921, -121.360048).  За даними Бюро перепису населення США в 2010 році переписна місцевість мала площу 6,25 км², з яких 6,23 км² — суходіл та 0,01 км² — водойми.

## Демографія
Згідно з переписом 2010 року, у переписній місцевості мешкало 449 осіб у 136 домогосподарствах у складі 106 родин. Густота населення становила 72 особи/км².  Було 209 помешкань (33/км²).
Расовий склад населення:
| - 44,3 % — білих - 5,1 % — корінних американців - 1,1 % — вихідців з тихоокеанських островів - 0,4 % — чорних або афроамериканців - 0,2 % — азіатів - 43,0 % — осіб інших рас |

До двох чи більше рас належало 5,8 %. Частка іспаномовних становила 60,4 % від усіх жителів.
За віковим діапазоном населення розподілялося таким чином: 37,2 % — особи молодші 18 років, 53,9 % — особи у віці 18—64 років, 8,9 % — особи у віці 65 років та старші. Медіана віку мешканця становила 29,4 року. На 100 осіб жіночої статі у переписній місцевості припадало 110,8 чоловіків;  на 100 жінок у віці від 18 років та старших — 108,9 чоловіків також старших 18 років.
За межею бідності перебувало 28,7 % осіб, у тому числі 17,5 % дітей у віці до 18 років та 0,0 % осіб у віці 65 років та старших.
Цивільне працевлаштоване населення становило 86 осіб. Основні галузі зайнятості: сільське господарство, лісництво, риболовля — 62,8 %, роздрібна торгівля — 14,0 %, освіта, охорона здоров'я та соціальна допомога — 10,5 %.